# Dick Schneider
Derk Schneider, detto Dick (Deventer, 21 marzo 1948 – 26 luglio 2025), è stato un calciatore olandese, di ruolo difensore.

## Carriera

### Club
La carriera di Dick Schneider iniziò nelle giovanili di DVV Sallandia e Go Ahead Eagles, con cui esordì in prima squadra nel 1965. Nel 1970 avvenne il primo trasferimento della sua carriera che lo portò da Deventer e Rotterdam, tra le file del Feyenoord; rimase al Feyenoord per otto stagioni, nelle quali vinse, a livello nazionale, due campionati olandesi e, a livello internazionale, una Coppa UEFA. Nel 1978 tornò al Go Ahead Eagles, dove rimase fino al 1983 tranne che per una stagione giocata nel Vitesse. Chiuse la carriera nel 1984, dopo aver giocato la sua ultima stagione nel Wageningen.

### Nazionale
Dick Schneider giocò in totale 11 partite con la Nazionale olandese, esordendo il 3 maggio 1972 a Rotterdam contro il Perù, partita nella quale segnò anche il suo primo goal in Nazionale; il secondo venne messo a segno il 29 agosto 1973 a Deventer contro l'Islanda. Giocò la sua ultima partita con gli Oranje il 9 ottobre 1974 contro la Svizzera.

## Statistiche

### Cronologia presenze e reti in Nazionale
| Cronologia completa delle presenze e delle reti in nazionale ― Paesi Bassi | Cronologia completa delle presenze e delle reti in nazionale ― Paesi Bassi | Cronologia completa delle presenze e delle reti in nazionale ― Paesi Bassi | Cronologia completa delle presenze e delle reti in nazionale ― Paesi Bassi | Cronologia completa delle presenze e delle reti in nazionale ― Paesi Bassi | Cronologia completa delle presenze e delle reti in nazionale ― Paesi Bassi | Cronologia completa delle presenze e delle reti in nazionale ― Paesi Bassi | Cronologia completa delle presenze e delle reti in nazionale ― Paesi Bassi |
| Data                                                                       | Città                                                                      | In casa                                                                    | Risultato                                                                  | Ospiti                                                                     | Competizione                                                               | Reti                                                                       | Note                                                                       |
| -------------------------------------------------------------------------- | -------------------------------------------------------------------------- | -------------------------------------------------------------------------- | -------------------------------------------------------------------------- | -------------------------------------------------------------------------- | -------------------------------------------------------------------------- | -------------------------------------------------------------------------- | -------------------------------------------------------------------------- |
| 3-5-1972                                                                   | Rotterdam                                                                  | Paesi Bassi                                                                | 3 – 0                                                                      | Perù                                                                       | Amichevole                                                                 | 1                                                                          |                                                                            |
| 30-8-1972                                                                  | Praga                                                                      | Cecoslovacchia                                                             | 1 – 2                                                                      | Paesi Bassi                                                                | Amichevole                                                                 | -                                                                          |                                                                            |
| 1-11-1972                                                                  | Rotterdam                                                                  | Paesi Bassi                                                                | 9 – 0                                                                      | Norvegia                                                                   | Qual. Mondiali 1974                                                        | -                                                                          |                                                                            |
| 28-3-1973                                                                  | Vienna                                                                     | Austria                                                                    | 1 – 0                                                                      | Paesi Bassi                                                                | Amichevole                                                                 | -                                                                          |                                                                            |
| 2-5-1973                                                                   | Amsterdam                                                                  | Paesi Bassi                                                                | 3 – 2                                                                      | Spagna                                                                     | Amichevole                                                                 | -                                                                          | 57’                                                                        |
| 22-8-1973                                                                  | Amsterdam                                                                  | Paesi Bassi                                                                | 5 – 0                                                                      | Islanda                                                                    | Qual. Mondiali 1974                                                        | -                                                                          | 32’                                                                        |
| 29-8-1973                                                                  | Deventer                                                                   | Islanda                                                                    | 1 – 8                                                                      | Paesi Bassi                                                                | Qual. Mondiali 1974                                                        | 1                                                                          |                                                                            |
| 12-9-1973                                                                  | Oslo                                                                       | Norvegia                                                                   | 1 – 2                                                                      | Paesi Bassi                                                                | Qual. Mondiali 1974                                                        | -                                                                          |                                                                            |
| 10-10-1973                                                                 | Rotterdam                                                                  | Paesi Bassi                                                                | 1 – 1                                                                      | Polonia                                                                    | Amichevole                                                                 | -                                                                          |                                                                            |
| 4-9-1974                                                                   | Stoccolma                                                                  | Svezia                                                                     | 1 – 5                                                                      | Paesi Bassi                                                                | Amichevole                                                                 | -                                                                          |                                                                            |
| 9-10-1974                                                                  | Rotterdam                                                                  | Paesi Bassi                                                                | 1 – 0                                                                      | Svizzera                                                                   | Amichevole                                                                 | -                                                                          | 47’                                                                        |
| Totale                                                                     |                                                                            | Presenze                                                                   | 11                                                                         |                                                                            | Reti                                                                       | 2                                                                          |                                                                            |

## Palmarès

### Competizioni nazionali
- Campionato olandese: 2

Feyenoord: 1970-1971, 1973-1974

### Competizioni internazionali
- Coppa UEFA: 1

Feyenoord: 1973-1974